# Wahlkreis Galatina (Camera dei deputati)
Der Wahlkreis Galatina war von 1993 bis 2005 und ist seit 2020 wieder ein Wahlkreis (italienisch collegio elettorale) für die Wahl der Abgeordnetenkammer.

## Von 1993 bis 2005

### Wahlkreisgebiet
Der Wahlkreis umfasste 16 Gemeinden (Aradeo, Calimera, Caprarica di Lecce, Castri di Lecce, Castrignano de’ Greci, Cavallino, Corigliano d’Otranto, Cutrofiano, Galatina, Lizzanello, Martignano, San Donato di Lecce, Sogliano Cavour, Soleto, Sternatia und Zollino).

### Wahlergebnisse

#### Parlamentswahl 1994

##### Direktstimmen
| Kandidaten               | Kandidaten             | Parteien                                          | Stimmen | %    |
| ------------------------ | ---------------------- | ------------------------------------------------- | ------- | ---- |
|                          | Antonio Rotundogewählt | Progressisti                                      | 25.584  | 36,5 |
|                          | Gerardo Mario Filippo  | Polo del Buon Governo (FI – AN – CCD – UdC – PLD) | 22.794  | 32,5 |
|                          | Gaetano Gorgoni        | Patto per l’Italia                                | 15.956  | 22,8 |
|                          | Antonio Marra          | Democrazia e Solidarietà                          | 4.845   | 6,9  |
|                          | Francesco Stanca       | Lega d’Azione Meridionale                         | 912     | 1,3  |
| Gesamt                   | Gesamt                 | Gesamt                                            | 70.091  | 100  |
|                          |                        |                                                   |         |      |
| Ungültige Stimmen        | Ungültige Stimmen      | Ungültige Stimmen                                 | 8.276   | 10,6 |
| Wähler                   | Wähler                 | Wähler                                            | 78.367  | 83,9 |
| Wahlberechtigte          | Wahlberechtigte        | Wahlberechtigte                                   | 93.394  |      |
|                          |                        |                                                   |         |      |
| Quelle: Innenministerium |                        |                                                   |         |      |

##### Listenstimmen
| Parteien                             | Parteien                        | Parteien                           | Stimmen | %    |
| ------------------------------------ | ------------------------------- | ---------------------------------- | ------- | ---- |
|                                      | Progressisti                    | Partito Democratico della Sinistra | 14.801  | 21,6 |
| Partito della Rifondazione Comunista | Progressisti                    | 3.806                              | 5,6     |      |
| Partito Socialista Italiano          | Progressisti                    | 3.139                              | 4,6     |      |
| Federazione dei Verdi                | Progressisti                    | 1.623                              | 2,4     |      |
| Alleanza Democratica                 | Progressisti                    | 573                                | 0,8     |      |
| La Rete                              | Progressisti                    | 497                                | 0,7     |      |
| ↳ Gesamt                             | Progressisti                    | 24.439                             | 35,7    |      |
|                                      | Patto per l’Italia              | Partito Popolare Italiano          | 11.309  | 16,5 |
| Patto Segni                          | Patto per l’Italia              | 5.711                              | 8,3     |      |
| ↳ Gesamt                             | Patto per l’Italia              | 17.020                             | 24,8    |      |
|                                      | Polo del Buon Governo           | Alleanza Nazionale                 | 16.108  | 23,5 |
|                                      | Democrazia e Solidarietà        | Democrazia e Solidarietà           | 3.415   | 5,0  |
|                                      | Lista Marco Pannella            | Lista Marco Pannella               | 2.492   | 3,6  |
|                                      | Programma Italia                | Programma Italia                   | 2.400   | 3,5  |
|                                      | Socialdemocrazia per le Libertà | Socialdemocrazia per le Libertà    | 1.078   | 1,6  |
|                                      | Lega d’Azione Meridionale       | Lega d’Azione Meridionale          | 485     | 0,7  |
|                                      | Rinascita Salentina             | Rinascita Salentina                | 409     | 0,6  |
|                                      | Alleanza Popolare               | Alleanza Popolare                  | 205     | 0,3  |
|                                      | Solidarietà e Progresso         | Solidarietà e Progresso            | 185     | 0,3  |
|                                      | Unione Popolare                 | Unione Popolare                    | 116     | 0,2  |
|                                      | Alleanza di Programma           | Alleanza di Programma              | 103     | 0,2  |
|                                      | Utopia                          | Utopia                             | 65      | 0,1  |
| Gesamt                               | Gesamt                          | Gesamt                             | 68.520  | 100  |
|                                      |                                 |                                    |         |      |
| Ungültige Stimmen                    | Ungültige Stimmen               | Ungültige Stimmen                  | 9.847   | 12,6 |
| Wähler                               | Wähler                          | Wähler                             | 78.367  | 83,9 |
| Wahlberechtigte                      | Wahlberechtigte                 | Wahlberechtigte                    | 93.394  |      |
|                                      |                                 |                                    |         |      |
| Quelle: Innenministerium             |                                 |                                    |         |      |

#### Parlamentswahl 1996

##### Direktstimmen
| Kandidaten               | Kandidaten             | Parteien            | Stimmen | %    |
| ------------------------ | ---------------------- | ------------------- | ------- | ---- |
|                          | Antonio Rotundogewählt | L’Ulivo             | 36.789  | 53,1 |
|                          | Carmelo Giovanni Donno | Polo per le Libertà | 32.464  | 46,9 |
| Gesamt                   | Gesamt                 | Gesamt              | 69.253  | 100  |
|                          |                        |                     |         |      |
| Ungültige Stimmen        | Ungültige Stimmen      | Ungültige Stimmen   | 7.339   | 9,6  |
| Wähler                   | Wähler                 | Wähler              | 76.592  | 80,2 |
| Wahlberechtigte          | Wahlberechtigte        | Wahlberechtigte     | 95.512  |      |
|                          |                        |                     |         |      |
| Quelle: Innenministerium |                        |                     |         |      |

##### Listenstimmen
| Parteien                                          | Parteien                             | Parteien                             | Stimmen | %    |
| ------------------------------------------------- | ------------------------------------ | ------------------------------------ | ------- | ---- |
|                                                   | Polo per le Libertà                  | Forza Italia                         | 15.275  | 22,2 |
| Alleanza Nazionale                                | Polo per le Libertà                  | 12.237                               | 17,8    |      |
| CCD – CDU                                         | Polo per le Libertà                  | 7.697                                | 11,2    |      |
| ↳ Gesamt                                          | Polo per le Libertà                  | 35.209                               | 51,3    |      |
|                                                   | L’Ulivo                              | Partito Democratico della Sinistra   | 17.235  | 25,1 |
| Popolari per Prodi (PPI – SVP – PRI – UD – Prodi) | L’Ulivo                              | 3.887                                | 5,7     |      |
| Rinnovamento Italiano                             | L’Ulivo                              | 3.847                                | 5,6     |      |
| Federazione dei Verdi                             | L’Ulivo                              | 1.056                                | 1,5     |      |
| ↳ Gesamt                                          | L’Ulivo                              | 26.025                               | 37,9    |      |
|                                                   | Partito della Rifondazione Comunista | Partito della Rifondazione Comunista | 3.979   | 5,8  |
|                                                   | Fiamma Tricolore                     | Fiamma Tricolore                     | 861     | 1,3  |
|                                                   | Lista Pannella – Sgarbi              | Lista Pannella – Sgarbi              | 822     | 1,2  |
|                                                   | Partito Socialista                   | Partito Socialista                   | 762     | 1,1  |
|                                                   | Gruppo Indipendente Libertà          | Gruppo Indipendente Libertà          | 427     | 0,6  |
|                                                   | Ambientalisti                        | Ambientalisti                        | 221     | 0,3  |
|                                                   | Mani Pulite                          | Mani Pulite                          | 199     | 0,3  |
|                                                   | Lega d’Azione Meridionale            | Lega d’Azione Meridionale            | 179     | 0,3  |
| Gesamt                                            | Gesamt                               | Gesamt                               | 68.684  | 100  |
|                                                   |                                      |                                      |         |      |
| Ungültige Stimmen                                 | Ungültige Stimmen                    | Ungültige Stimmen                    | 7.908   | 10,3 |
| Wähler                                            | Wähler                               | Wähler                               | 76.592  | 80,2 |
| Wahlberechtigte                                   | Wahlberechtigte                      | Wahlberechtigte                      | 95.512  |      |
|                                                   |                                      |                                      |         |      |
| Quelle: Innenministerium                          |                                      |                                      |         |      |

#### Parlamentswahl 2001

##### Direktstimmen
| Kandidaten               | Kandidaten                | Parteien           | Stimmen | %    |
| ------------------------ | ------------------------- | ------------------ | ------- | ---- |
|                          | Antonio Rotundogewählt    | L’Ulivo            | 33.826  | 47,2 |
|                          | Vito Leonardo Aloisi      | Casa delle Libertà | 26.651  | 37,2 |
|                          | Giovanni Francesco Sabato | Democrazia Europea | 5.604   | 7,8  |
|                          | Pierpaolo Linciano        | Lista Di Pietro    | 2.573   | 3,6  |
|                          | Augusto De Matteis        | Fiamma Tricolore   | 1.756   | 2,4  |
|                          | Anna Iavarone             | Lista Emma Bonino  | 1.287   | 1,8  |
| Gesamt                   | Gesamt                    | Gesamt             | 71.697  | 100  |
|                          |                           |                    |         |      |
| Ungültige Stimmen        | Ungültige Stimmen         | Ungültige Stimmen  | 8.641   | 10,8 |
| Wähler                   | Wähler                    | Wähler             | 80.338  | 80,9 |
| Wahlberechtigte          | Wahlberechtigte           | Wahlberechtigte    | 99.331  |      |
|                          |                           |                    |         |      |
| Quelle: Innenministerium |                           |                    |         |      |

##### Listenstimmen
| Parteien                               | Parteien                             | Parteien                             | Stimmen | %    |
| -------------------------------------- | ------------------------------------ | ------------------------------------ | ------- | ---- |
|                                        | Casa delle Libertà                   | Forza Italia                         | 19.631  | 28,3 |
| Alleanza Nazionale                     | Casa delle Libertà                   | 9.870                                | 14,2    |      |
| CCD – CDU                              | Casa delle Libertà                   | 2.044                                | 2,9     |      |
| Nuovo PSI                              | Casa delle Libertà                   | 1.016                                | 1,5     |      |
| ↳ Gesamt                               | Casa delle Libertà                   | 32.561                               | 47,0    |      |
|                                        | L’Ulivo                              | Democratici di Sinistra              | 11.042  | 15,9 |
| La Margherita (Dem – PPI – RI – Udeur) | L’Ulivo                              | 10.825                               | 15,6    |      |
| Il Girasole (FdV – SDI)                | L’Ulivo                              | 3.373                                | 4,9     |      |
| Partito dei Comunisti Italiani         | L’Ulivo                              | 859                                  | 1,2     |      |
| ↳ Gesamt                               | L’Ulivo                              | 26.099                               | 37,6    |      |
|                                        | Lista Di Pietro                      | Lista Di Pietro                      | 3.576   | 5,2  |
|                                        | Partito della Rifondazione Comunista | Partito della Rifondazione Comunista | 2.759   | 4,0  |
|                                        | Democrazia Europea                   | Democrazia Europea                   | 1.930   | 2,8  |
|                                        | Lista Emma Bonino                    | Lista Emma Bonino                    | 1.094   | 1,6  |
|                                        | Fiamma Tricolore                     | Fiamma Tricolore                     | 1.057   | 1,5  |
|                                        | Lega d’Azione Meridionale            | Lega d’Azione Meridionale            | 132     | 0,2  |
|                                        | Paese Nuovo                          | Paese Nuovo                          | 105     | 0,2  |
|                                        | Abolizione Scorporo                  | Abolizione Scorporo                  | 36      | 0,1  |
| Gesamt                                 | Gesamt                               | Gesamt                               | 69.349  | 100  |
|                                        |                                      |                                      |         |      |
| Ungültige Stimmen                      | Ungültige Stimmen                    | Ungültige Stimmen                    | 10.968  | 13,7 |
| Wähler                                 | Wähler                               | Wähler                               | 80.317  | 80,9 |
| Wahlberechtigte                        | Wahlberechtigte                      | Wahlberechtigte                      | 99.331  |      |
|                                        |                                      |                                      |         |      |
| Quelle: Innenministerium               |                                      |                                      |         |      |

## Seit 2020

### Wahlkreisgebiet
| Wahlkreise – Camera dei deputati – Apulien | Wahlkreise – Camera dei deputati – Apulien   | Wahlkreise – Camera dei deputati – Apulien                         |
| Provinz                                    | Provinz                                      | Gemeinden nach Provinzen ⮞ Wahlkreis                               |
| ------------------------------------------ | -------------------------------------------- | ------------------------------------------------------------------ |
|                                            | Metropolitanstadt Bari (41 Gemeinden)        | 9 ⮞ Wahlkreis Bari 17 ⮞ Wahlkreis Molfetta 15 ⮞ Wahlkreis Altamura |
|                                            | Provinz Barletta-Andria-Trani (10 Gemeinden) | 7 ⮞ Wahlkreis Andria 3 ⮞ Wahlkreis Cerignola                       |
|                                            | Provinz Brindisi (20 Gemeinden)              | alle ⮞ Wahlkreis Brindisi                                          |
|                                            | Provinz Foggia (61 Gemeinden)                | 39 ⮞ Wahlkreis Foggia 22 ⮞ Wahlkreis Cerignola                     |
|                                            | Provinz Lecce (96 Gemeinden)                 | 30 ⮞ Wahlkreis Lecce 66 ⮞ Wahlkreis Galatina                       |
|                                            | Provinz Tarent (29 Gemeinden)                | 22 ⮞ Wahlkreis Tarent 7 ⮞ Wahlkreis Altamura                       |

Der Wahlkreis umfasst 66 Gemeinden der Provinz Lecce.

### Wahlergebnisse

#### Parlamentswahl 2022
| Kandidaten                          | Kandidaten                | Stimmen | %    | Listen                                                  | Stimmen | %    |
| ----------------------------------- | ------------------------- | ------- | ---- | ------------------------------------------------------- | ------- | ---- |
|                                     | Alessandro Coluccigewählt | 79.974  | 45,3 | Fratelli d’Italia                                       | 49.374  | 27,9 |
| Forza Italia                        | Alessandro Coluccigewählt | 79.974  | 45,3 | 17.189                                                  | 9,7     |      |
| Lega per Salvini Premier            | Alessandro Coluccigewählt | 79.974  | 45,3 | 12.371                                                  | 7,0     |      |
| Noi Moderati                        | Alessandro Coluccigewählt | 79.974  | 45,3 | 1.040                                                   | 0,6     |      |
|                                     | Anna Grazia Maraschio     | 42.352  | 24,0 | Partito Democratico – Italia Democratica e Progressista | 31.821  | 18,0 |
| Alleanza Verdi e Sinistra           | Anna Grazia Maraschio     | 42.352  | 24,0 | 6.240                                                   | 3,5     |      |
| +Europa                             | Anna Grazia Maraschio     | 42.352  | 24,0 | 3.015                                                   | 1,7     |      |
| Impegno Civico – Centro Democratico | Anna Grazia Maraschio     | 42.352  | 24,0 | 1.276                                                   | 0,7     |      |
|                                     | Marina Zela               | 38.225  | 21,6 | Movimento 5 Stelle                                      | 38.225  | 21,6 |
|                                     | Maria Addolorata Fiore    | 8.907   | 5,0  | Azione – Italia Viva                                    | 8.907   | 5,0  |
|                                     | Alessio Parata            | 2.916   | 1,7  | Italexit per l’Italia                                   | 2.916   | 1,7  |
|                                     | Ivano Gioffreda           | 2.271   | 1,3  | Italia Sovrana e Popolare                               | 2.271   | 1,3  |
|                                     | Lucia Antonucci           | 2.067   | 1,2  | Unione Popolare                                         | 2.067   | 1,2  |
| Gesamt                              | Gesamt                    | 176.712 | 100  |                                                         | 176.712 | 100  |
|                                     |                           |         |      |                                                         |         |      |
| Ungültige Stimmen                   | Ungültige Stimmen         | 9.692   | 5,2  |                                                         |         |      |
| Wähler                              | Wähler                    | 186.404 | 56,4 |                                                         |         |      |
| Wahlberechtigte                     | Wahlberechtigte           | 330.437 |      |                                                         |         |      |
|                                     |                           |         |      |                                                         |         |      |
| Quelle: Innenministerium            |                           |         |      |                                                         |         |      |